# Buddy Scott
Pour les articles homonymes, voir Scott.
Scott « Kenneth » Buddy, était un guitariste et chanteur de blues américain, né à Jackson, Mississippi, le 9 janvier 1935, et décédé à Chicago, Illinois, 5 février 1994.